# Diego Domínguez (ragbista)
Diego Dominguez (25. dubna 1966, Córdoba) je bývalý italský ragbista, který hrál jako útoková spojka. Je považován za jednoho z nejlepších hráčů Itálie v historii.
Před hraním za italskou reprezentaci odehrál v roce 1989 dva zápasy za Argentinu, během kterých si proti Uruguayi a Chile připsal 27 bodů. Bylo to na jihoamerickém mistrovství, které Argentina vyhrála. Za Itálii mohl hrát díky původu své babičky. Během 74 zápasů si za svou novou zemi připsal 983 bodů (1991–2003). Byl u historicky první výhry na Six Nations, když Italové porazili 34:20 Skotsko v únoru 2000. Stal se druhým hráčem, co si v reprezentačních zápasech připsal 1000 bodů. Zúčastnil se 3 světových šampionátů.
Během své kariéry hrál za amatérský italský tým Milán (1990 - 1997) a potom přestoupil do francouzského Stade Francais, kde hrál až do konce kariéry (2004). V Itálii se stal čtyřikrát vítězem ligy (1991, 1992, 1995, 1996) a v roce 1995 vyhrál s klubem Italský pohár. Ve Francii se také stal čtyřnásobným vítězem ligy (1998, 2000, 2002, 2003) a jednou Francouzský pohár (1999). V roce 2001 byl poraženým finalistou Evropského poháru mistrů, i když ve finále proti Leicestru Tigers si připsal 30 bodů.
Po konci kariéry Domínguez podporuje ragby v Argentině, byl komentátorem MS 2007 pro Sky Sport. V sezoně 2016/17 byl pár měsíců trenérem francouzského týmu Toulon. Předchozí sezonu byl asistentem trenéra Toulonu.